# Petz Gedeon
Petz Gedeon (Harka, 1863. november 24. – Budapest, 1943. december 21.) nyelvész, germanista, egyetemi tanár, az MTA tagja.

## Életpályája
Petz Gedeon 1863. november 24-én született Harkán. 
A Petz-család soproni ágának története 1723-ban kezdődött, posztónyíró ősük ekkor telepedett le a városban. Petzék történetüket, a város eseményeit krónikájukban örökítették meg. A kézművességet folytatták, de a család egyik ága értelmiségi pályára lépett. Az unoka, Petz Lipót írótehetsége már a krónika első részében megnyilvánult. Ő Sopronban volt pap, több nyelvet jól ismerő műfordítóként, költőként vált elismertté. Fia, Ernő Harkán volt lelkész, itt született meg gyermeke, Gedeon. 
Petz Gedeon a pozsonyi evangélikus gimnáziumban tanult, majd tanulmányait a budapesti egyetem német-magyar szakán folytatta, ahol Toldy Ferenc, Gyulai Pál és Heinrich Gusztáv voltak a mesterei. 1885-87-ig először a Freiburgi egyetemen nyelvtörténetet tanult Hermann Paulnál, a komparatisztikát Karl Brugmannnál, az akkor modernnek számító újgrammatikusok elméletét és módszereit Arnold Schroernél sajátította el. 1886/87-ben a lipcsei és a berlini egyetemeken tanult, ahol August Leskien és Wilhelm Wundt (Völkerpsychologie) voltak a tanárai. Külföldi tanulmányainak másik jelentős hozadéka ezekben az években, hogy marburgi tartózkodása idején megismerte és tanulmányozta a marburgi nyelvész, Georg Wenker által létrehozott Német nyelvatlaszt (Deutscher Sprachatlas) és annak módszerét, melyet itthon a magyarországi német nyelvjárásokra tervezett alkalmazni. 
Külföldi tanulmányi évei után hazatérve 1888-ban habilitált „Grimm törvénye” címmel írt nyelvészeti dolgozatával, melyet az Akadémia Sámuel-díjjal tüntetett ki.  

## Akadémiai pályafutása
Jelentős és termékeny külföldi tanulmányai után először a budapesti evangélikus gimnázium tanára, majd nyelvészeti értekezése alapján egyetemi magántanár lett. 1895-ben 32 évesen lett a Magyar Tudományos Akadémia levelező tagja. A Müncheni Akadémia Tudományos részlegének is tagja volt. 
A budapesti egyetemen 1896-ban a germán filológia rendkívüli, majd 1904-től rendes tanárává választották, és 1934-ig (emeritálásáig) a német nyelv kutatásának és oktatásának központjává építette ki az egyetem német tanszékét.   
Kiváló pedagógiai tehetsége elismeréseként 1906-1934 között a Középiskolai Tanárképző Intézet igazgatója lett. 1927-1932 között Petz volt a budapesti egyetem képviselője a parlament felsőházában. 1915-16-ban a Bölcsészkar dékánja, majd 1931–32-ben a budapesti Királyi Magyar Pázmány Péter Tudományegyetem rektora volt.  

## Kutatási területe
Petz Gedeon gazdag pedagógiai és tudományos munkásságot folytatott az indoeurópai és a germán összehasonlító nyelvtudomány, a német nyelvtörténet, a nyelvjáráskutatás, a germán népek régebbi irodalma történetének területén, valamint a német-magyar nyelvi és irodalmi kapcsolatok kutatásában. Szerkesztője volt a Magyarországi Német Nyelvjárások c. folyóiratnak (Bp., 1905–1923, 8 füzet) és a Német Philológiai Dolgozatoknak (Bleyer Jakabbal és Schmidt Henrikkel, Bp., 1912–1935, 62 füzet). Mint a német újgrammatikus iskola első képviselője itthon, megteremtette a kor színvonalán álló hazai német nyelvtudományt. Kiemelkedően fontos tudományos teljesítménye, hogy a hazai német nyelvjáráskutatásban új iskolát hozott létre, ő terjesztette el az újgrammatikus iskola felfogását a nyelvészet területén, de a pozitivizmus módszerét is ő honosította meg az irodalomtudományban.  Az összehasonlító nyelvtudomány területén példát mutatott a magyar nyelv német jövevényszavainak korszerű feldolgozására. A budapesti Philológiai Társaság megválasztotta másodtitkárává és az Egyetemes Philológiai Közlöny társszerkesztőjévé. 
Az MTA-val mindvégig szorosan együttműködő Petz egy 1903-ban tartott, nagy figyelmet keltő előadásán szükségesnek látta és indítványozta az Akadémia I. osztályán a már folyamatban lévő és sikeres magyar nyelvjáráskutatás tudományos feldolgozásán túl a hazai „idegen nyelvjárások”, elsőként a szláv és német nyelvjárások tervszerű és szisztematikus feldolgozásának elindítását is. Az Akadémia ezt az indítványát 1904 januárjában megszavazta, és Petz Gedeont bízták meg e feladat irányításával, aki amellett érvelt, hogy az idegen nyelvjárások tudományos kutatása és feltárása nem csupán a germanisztika és a szlavisztika javát szolgálja, hanem – kiemelve pl. a magyar hatásokat a már hosszú ideje itt élő német dialektusokban – a magyar tudomány egyik fontos feladata, sőt, az általános nyelvtudomány egyik fontos része. Ennek a kutatásnak a célja ugyanis az a tudományos haszon, amely hazánk történelmét, szellemi életét, nyelvét és szokásrendszerét tárja fel.  Így már 1905-ben megjelenhetett a Magyarországi Német Nyelvjárások (MNNY – Deutsche Mundarten in Ungarn) c. folyóirat. 1920-ban Petz Gedeont az Akadémia rendes tagjává választotta, és emeritálása után (1934-től) haláláig az Akadémia tiszteletbeli tagja maradt.   
Petz korának legjelentősebb hazai képviselője volt a germanisztikában. Kiemelkedő tudományos, tudománypolitikai és tudományszervezői tevékenysége során mindvégig arra törekedett, hogy a magyarországi germanisztika, így saját intézménye is a legaktuálisabb szinten kövesse és közvetítse a jövő generációknak a tudomány nemzetközi fejlődését.  
Petz Gedeon, aki a dunántúli evangélikus értelmiség köreiből származott, jelentős közvetítő szerepet vállalt a magyar és német szellemi élet között is. Magyarrá lett, munkájával a magyar ügyet szolgálta, de ősei kultúrájának szeretete benne élt. Egész pályája során e két kultúrát ötvözte, ily módon a népek közötti kapcsolatok ápolását szolgálta. Budapesten hunyt el 1943. december 21-én. 
Életműve rendkívül gazdag, termékeny volt, szokatlanul széles érdeklődésének, kiváló pedagógiai, nevelői érzékének köszönhetően az egész országban és országhatárokon túl is ismertté vált. A kor legnagyobb germanistái (a környező országokból is) mind Petz tanítványai voltak. Petz Gedeon mind a germanisztikában, mind a hungarológiában maradandót alkotott, a német dialektológiai kutatás magyarországi megalapítójaként iskolateremtő volt. Mint ember nemes gondolkodású, szellemileg és erkölcsileg tisztelt és nagy elismeréssel övezett kutató, oktató és nevelő, aki a saját korában a magyar egyetemi élet egyik legelismertebb alakja volt. 

## Főbb művei
- A magyar hunmonda (Bp., 1885);
- Grimm törvénye (Bp., 1888);
- Grimm Jakab emlékezete.  Egyetemes Philologiai Közlöny IX. (1885): 218-221.
- Az indogermán hangtan mai állásáról (Budapest:Franklin, 1893),
- A német „ein” használatára vonatkozó észrevételek (Hildebrand, valamint Braune erre vonatkozó cikkeinek összefoglalása). Egyetemes Philologiai Közlöny XIII. (1899): 694-695
- A „sváb” név etymológiája (Much, R. művének rövid ismertetése). Egyetemes Philologiai Közlöny XV. évf. (1891): 140-141.
- Az idegen nyelvek tanításának módszeréről. A budapesti evangélikus főgimnázium értesítője. Budapest, 1891.
- Az indogermán hangtan mai állásáról. I-II-III. Nyelvtudományi Közlemények XXIII. (1893): 74-87, 191-197, 403-418. és Budapest: Franklin, 1893.
- Germán mitológia. Pallas Nagy Lexikona, VII. Budapest: Pallas Irodalmi és Nyomdai Rt. 1894.  949-950.
- Schuchardt felfogása a nyelvek küzdelméről. Nyelvtudományi Közlemények XXIII. (1893): 475-476.
- Magyar és német hegedősök. Irodalomtörténeti Közlemények I. (1891):  22-31.
- A hangsúly a germán nyelvekben (Akadémiai Értesítő 7. (1896): 580-592);
- A német jövevényszavakról (Akadémiai Értesítő 9. (1898): 435-438.);
- Német jövevényszók. Szómagyarázatok (Nyelvőr, 1898);
- A nyelvbeli kiegészülésről (Nyelvtud. Közl., 1902);
- A gót nyelvészeti irodalom (Stretiberg, W., Kluge, Fr., és Uhlenbeck, C.C.  műveinek ismertetése).
- A hazai idegen nyelvjárásokról (Akadémiai Értesítő, 1905);
- A nyelvtudomány irányai és feladatai (Nyelvtud., 1907);
- Skandinávok (Középkor); Angolok (Középkor) (Egyetemes Irod. tört., szerk. Heinrich Gusztáv, Bp., 1907);
- A magyar krónikák német szavainak hangtani és helyesírási sajátságai (Heinrich-Album, Bp., 1912);
- Nyelvtudományi Közlemények XXVIII. (1898):114-122.
- Szótárírás és szótárirodalom. Nyelvtudományi Közlemények XXVIII. (1898): 199-216.
- A szóképzéstan feladatai (H. Paul: Über die Aufgaben der Wortbildungslehre c. művének ismertetése). Nyelvtudományi Közlemények XXVIII. (1898): 458-461.
- Paul Hermann külső tag emlékezete (Bp., 1923);
- A szóképzéstan feladatai (H. Paul: Über die Aufgaben der Wortbildungslehre c. művének ismertetése). Nyelvtudományi Közlemények XXVIII. (1898): 458-461.
- Az indogermán nyelvtudomány fejlődése (Fr. Stolz: Über die Entwickelung der indogermanischen c. művének ismertetése). Nyelvtudományi Közlemények XXIX. (1899): 471-475.
- Német etymológiai szótárak (Friedrich Kluge 1899-es, valamint Ferdinand Detter 1897-es szótárának ismertetése). Nyelvtudományi Közlemények XXIX. (1899): 238-245.
- Van-e nyelvtani alany és állítmány? Egyetemes Philologiai Közlöny XXIV. évf. (1900): 136-144.
- A germánok elágazása (R. Loewe, O. Bremer és R. Much műveinek ismertetése).  Nyelvtudományi Közlemények XXXI. (1901): 463-468.
- Nyelvtudományi irányok és feladatok Nyelvtudomány I. (1906): 1-11.
- Az egyetemi év kezdetén. Tanévmegnyitó beszéd. Budapest: Franklin. Különlenyomat (Budapesti Szemle 164. (1915) 466-468. sz. 229-237.)
- Dr. Petz Gedeon 1931–32. tanévi rektori székfoglaló beszéde (a magyarországi nemzetiségekről).  In: A budapesti Királyi Magyar Pázmány Péter Tudományegyetem tanácsának 1931. szept. 21-i ülésén mondott beszédek. Budapest: Királyi Magyar Egyetemi Nyomda. 1931. 34-64. Link
- Szórványos mássalhangzófejlődés a magyar jövevényszavakban (Magy. Nyelv, 1927);
- Zur Geschichte der Erfonchung des ungarländischen Deutschtums (A magyarországi németség kutatásának történetéhez).(Deutsch – Ungarische Heimatsblätter. 1930, 1931, 1934);
- Goethes Beziehungen zu Ungarn (Deutsch – Ungarische Heimatsblätter, 1932);
- Zu den Aufgaben der ungarländischen Deutschtumsforschung (Ungarische Jahrbücher, 1934).